# Старий Устимів
Старий Устимів (пол. Stary Uścimów, Старий Усцимув) — село в Польщі, у гміні Устимів Любартівського повіту Люблінського воєводства. Населення — 403 особи (2011).

## Історія
1620 року вперше згадується церква східного обряду в селі.
За даними етнографічної експедиції 1869—1870 років під керівництвом Павла Чубинського, у селі Устимів переважно проживали греко-католики, які розмовляли українською мовою. 1872 року місцева греко-католицька парафія налічувала 1119 вірян.
У міжвоєнний час XX століття в селі існувала православна церква, яку польська адміністрація знищила до 1939 року в рамках великої акції руйнування українських храмів на Холмщині і Підляшші.

## Населення
Демографічна структура станом на 31 березня 2011 року:
|          | Загалом | Допрацездатний вік | Працездатний вік | Постпрацездатний вік |
| -------- | ------- | ------------------ | ---------------- | -------------------- |
| Чоловіки | 201     | 44                 | 132              | 25                   |
| Жінки    | 202     | 57                 | 106              | 39                   |
| Разом    | 403     | 101                | 238              | 64                   |